# François-Xavier Rouvière
Pour les articles homonymes, voir Rouvière.
François Xavier Balthazar Rouvière, né à Marseille le 21 décembre 1798 et décédé à Marseille le 27 juin 1864, est un avocat, maire de Marseille.

## Biographie
D'une famille de négociants, fils de Hyacinthe Rouvière et de Marie Thérèse Suzanne Rouvière, il débute comme avocat avant de devenir avoué au Tribunal civil de Marseille en 1826. Il devient administrateur de la Caisse d'épargne des Bouches-du-Rhône en 1845 et membre du conseil de direction de celle-ci en 1854.
Il fut nommé maire le 22 février 1862 en remplacement de Onfroy qui, comme son prédécesseur Lagarde, n’était pas suffisamment docile aux yeux du préfet Maupas. Il se montra un maire plus accommodant en suivant les désirs du préfet. Il fit approuver en décembre 1862 les travaux de la place de la bourse actuellement place du général de Gaulle. Le 17 janvier 1863 le conseil municipal, conformément à la demande de Mr. Leverrier, directeur de l’observatoire de Paris, décide le transfert de l’observatoire des Accoules sur le plateau Longchamp. Enfin il fit adopter le projet de création d’une rue de l’Impératrice, actuellement rue Colbert, qui fut réalisée bien plus tard sous le mandat de Brochier.
Il décède à son domicile du 5 rue Venture, dans l’exercice de ses fonctions de maire, le 27 juin 1864. Le conseil municipal convoqué en session extraordinaire décide de prendre en charge les frais des funérailles. Le 22 juillet 1864 le conseil municipal décide de donner le nom de Rouvière à une rue qui aurait dû s’appeler Audimar du nom d’un des échevins qui s’étaient illustrés durant la peste de 1720 avec Estelle, Moustiers et Dieudé qui ont chacun leur nom de rue. Le nom d’Audimar est injustement tombé dans l’oubli.
Il épouse la nièce d'Edmond Canaple.